# Tupanci do Sul
Tupanci do Sul là một đô thị thuộc bang Rio Grande do Sul, Brasil. Đô thị này có diện tích 135,115 km², dân số năm 2007 là 1723 người, mật độ 12,75 người/km².